# Adrienne Augarde
Adrienne Augarde (12 mai 1882 - 17 mars 1913) est une actrice et une chanteuse britannique populaire durant près d'une décennie, des deux côtés de l'océan Atlantique, principalement pour ses rôles dans la comédie musicale de l'époque édouardienne. 
Elle commence sa carrière en 1898, dans la pantomime et des petits rôles de comédie musicale et d'opéra, avant de gagner en popularité, en jouant des rôles principaux, dans les comédies musicales populaires, produites par George Edwardes (en). Elle joue également dans quelques drames. Après avoir joué dans plusieurs productions, de longue durée, à Londres et à New York, de 1903 à 1912, Adrienne Augarde se lance dans une tournée américaine de vaudeville. Au cours de cette tournée, elle tombe malade et meurt, après une appendicectomie ratée, à l'âge de 30 ans. 

## Jeunesse
Adrienne Augarde naît à Westminster, un quartier de Londres. Elle est la première et unique enfant de Frank Wells Augarde, violoniste et de sa femme Henrietta Catherine (née Van Achter), chanteuse. Les Augarde sont issus d'une longue tradition théâtrale et musicale. Parmi les membres de la famille figurent un organiste de l'église Saint-Paul de Knightsbridge (en), un clarinettiste de l'Orchestre symphonique de Londres, un contralto du chœur de la D'Oyly Carte Opera Company (en) et une actrice de comédie musicale, Amy Augarde (en), dont les deux dernières sont les tantes d'Adrienne Augarde.
En novembre 1898, Augarde elle est choisie par l'impresario J Pitt Hardacre pour incarner Miss Muffet, la fille principale de la pantomime Red Riding Hood, dans laquelle joue aussi George Robey,
. L'année suivante, elle apparaît dans la comédie musicale édouardienne (en) Little Miss Nobody, de Harry Graham (en) et Arthur E. Godfrey, à Londres et en tournée, dans le rôle de Maggie. Le correspondant de The Stage (en) écrit : « Une jeune femme très séduisante, et elle joue et chante avec charme. Si nous ne nous trompons pas, elle viendra bien au devant de la scène ».
En 1900, elle apparaît dans la première production itinérante de la comédie musicale à succès Florodora, dans le rôle d'Angela Gilfain. Sa tante Amy Augarde (en) joue celui de Dolores. Le journal théâtral The Era déclare « Mlle Adrienne Augarde a renforcé la haute opinion que l'on avait déjà ici de ses capacités, et a chanté et dansé avec une absence totale d'affectation théâtrale ». Elle rejoint ensuite le chœur de la J. W. Turner Opera Company, où son père dirige l'orchestre, pendant de nombreuses années. Elle progresse rapidement pour assumer les rôles principaux.

## Rôles principaux dans le West End

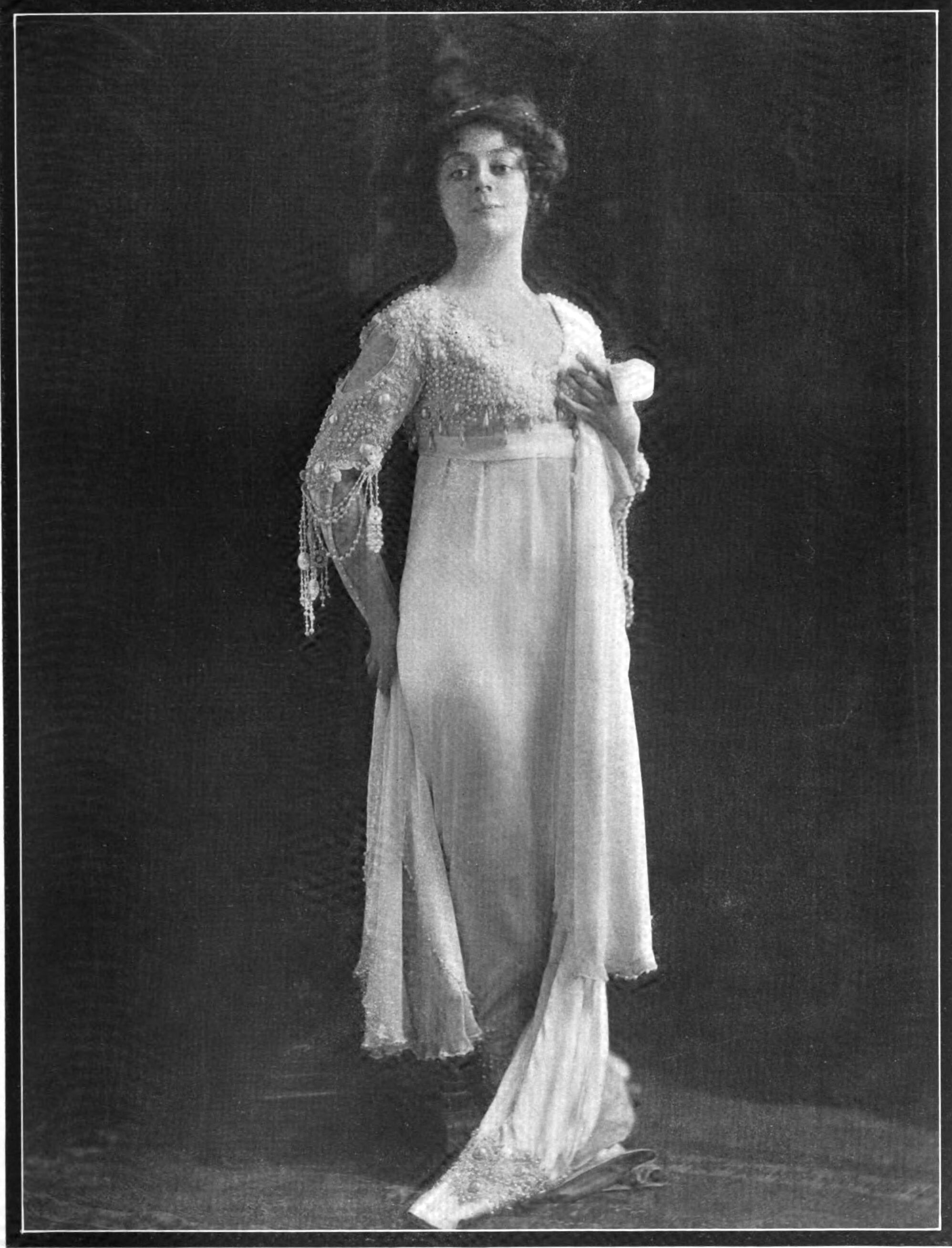
Adrienne Augarde (24 octobre 1908).

En 1903, Adrienne Augarde apparaît au Théâtre Gaiety (en) dans le West End de Londres en tant que remplaçante du rôle de Dora, dans la comédie musicale à succès The Toreador (en), produite par George Edwardes (en). Peu de temps après, au Lyric Theatre, elle tient le rôle de Renée, un rôle d'ingénue dans une autre comédie musicale d'Edwardes, The Duchess of Dantzic (en), qui est présentée 236 fois. W. J. MacQueen-Pope (en) la décrit dans le rôle comme « petite, aux yeux écarquillés, à la voix douce et nostalgique ». L'année suivante, elle crée le rôle titre dans Lady Madcap (en), d'après un livre de Nathaniel Newnham-Davis (en), avec une musique de Paul A. Rubens et des paroles de Percy Greenbank (en) et Rubens, au Prince of Wales Theatre, à Londres.
Adrienne Augarde quitte rapidement la distribution de Lady Madcap pour se rendre en Amérique où, le 16 janvier 1905, elle fait ses débuts à Broadway au Daly's Theatre avec la troupe originale londonienne de The Duchess of Dantzic. Après un séjour de quatre mois à New York, elle retourne à Londres pour jouer Blanche-Marie, l'un des rôles-titres d'une adaptation anglaise très réussie de l'opérette d'André Messager, Les P'tites Michu, qui est jouée 401 fois en 1905-1906,,. Un autre membre important de la distribution est sa tante  Amy, qui joue la mère de Blanche-Marie.
Elle se produit ensuite, au milieu de l'année 1906, au Prince of Wales Theatre dans See-See, une comédie musicale d'Edwardes se déroulant en Chine, composée par Sidney Jones sur des paroles d'Adrian Ross. Pendant la durée du spectacle, Augarde et sa tante Amy participent à une matinée caritative de Trial by Jury (en) au théâtre de Drury Lane, aux côtés de célébrités telles que Rutland Barrington (en), Henry Lytton (en), Courtice Pounds (en) et Gertie Millar (en), avec William S. Gilbert comme partenaire. Plus tard, en 1906, elle crée le rôle de la princesse dans The New Aladdin (en), un autre spectacle d'Edwardes au Gaiety Theatre. 
En 1907, elle apparaît au Lyric Theatre dans le rôle de Lady Betty Noel, dans le drame historique, Clancarty de Tom Taylor, et plus tard cette année-là, à Drury Lane, Augarde joue Gwendolyn Ashley dans The Sins of Society de Cecil Raleigh (en) et Henry Hamilton (en). En 1908, au His Majesty's Theatre, elle joue Rosa Budd dans une adaptation théâtrale du roman Le Mystère d'Edwin Drood.

## Dernières années

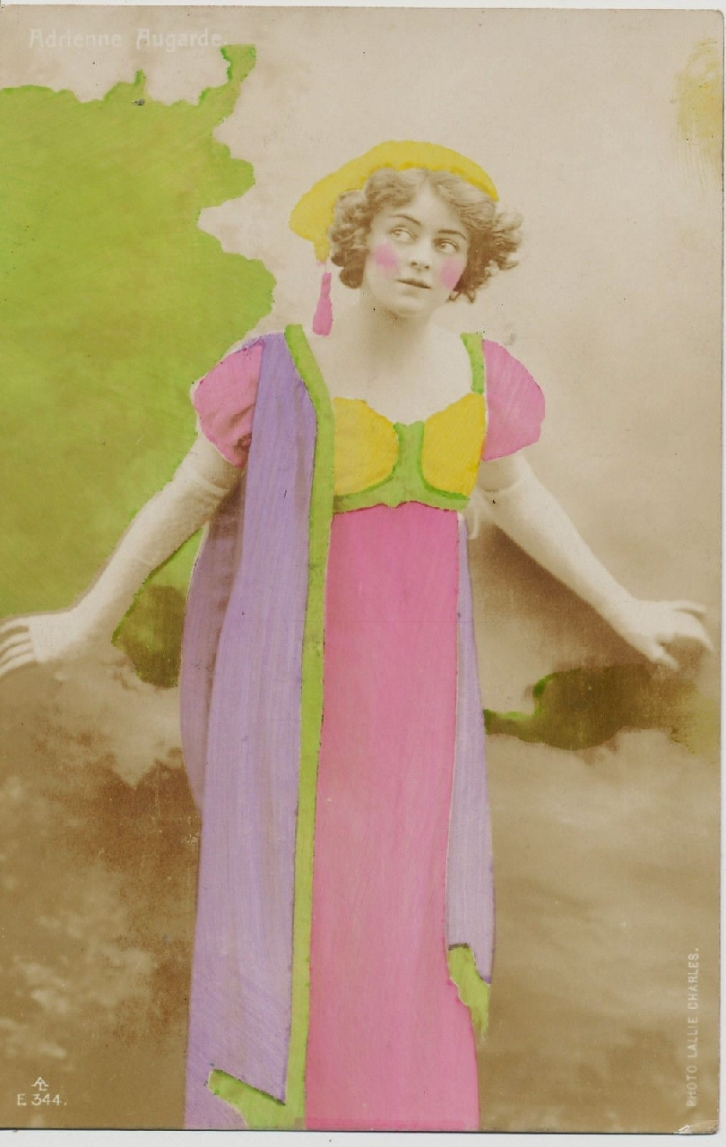
Adrienne Augarde (vers 1910, photo de Lallie Charles).

Adrienne Augarde fait, par la suite, plusieurs voyages en Amérique. Pendant la période de Noël 1908-1909, elle joue le rôle principal de Peggy Machree, un opéra léger sur un thème romantique irlandais, au théatre de Broadway, désormais démoli, sur la 41e rue. Le London Evening News (en) rapporte qu'elle s'est fiancée au directeur du théâtre, A W Dingwall. 
Son plus grand succès américain est le rôle de Daisy dans la version de Broadway de The Dollar Princess (en). La comédie musicale est jouée 250 fois, au théâtre Knickerbocker, en 1909-1910. En 1912, elle tient le rôle de Daphne dans The Rose Maid, un opéra léger de Harry B. Smith (en) et Raymond Peck, qui est présenté au Globe Theatre de New York, pendant 181 représentations.
À l'automne 1912, elle se lance dans une tournée de vaudeville qui commence en Californie et finit par se diriger vers l'est. Elle joue dans une pièce en un acte intitulée A Matter of Duty, écrite par Agnes Burton,. 
Alors que le spectacle se déroule au Majestic Theater, à Chicago dans l'Illinois, en mars 1913, Augarde est frappée d'une crise d'appendicite et meurt peu de temps après à l'issue d'une opération ratée. Elle a 30 ans. Ses funérailles ont lieu à Chicago, le 21 mars 1913. Ses cendres sont ensuite envoyées à sa mère dans une urne conçue pour ressembler à une boîte de maquillage,,. 

### Source de la traduction
- (en) Cet article est partiellement ou en totalité issu de l’article de Wikipédia en anglais intitulé « Adrienne Augarde » (voir la liste des auteurs).